# Alberik Mazák
Alberik Mazák, také Alberich (Albericus) Mazak nebo Mazacz (1609 Ratiboř – 9. května 1661 Vídeň), byl český římskokatolický kněz žijící v Rakousku, cisterciák a hudební skladatel.

## Život

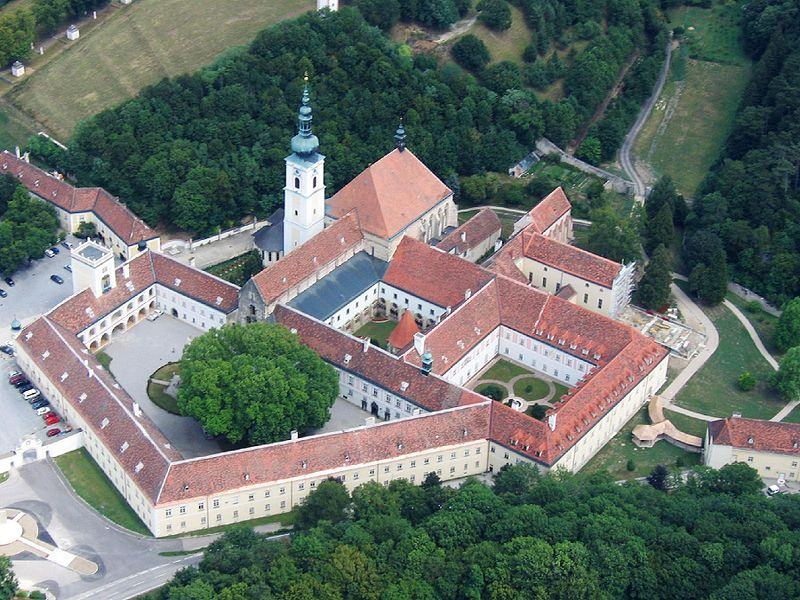
Klášter Heiligenkreuz

Mazák se narodil v Ratiboři ve Slezsku. Žilo zde národnostně smíšené obyvatelstvo, neboť vláda nad krajem se přesouvala mezi Českou korunou, Pruskem a Polskem. V Ratiboři se v době skladatelova narození hovořilo převážně česky a většina autorů jej uvádí jako českého skladatele nebo rakouského skladatele českého původu. V klášterních kronikách je uváděn jako Silesius – Slezan.
V roce 1630 vstoupil do cisterciáckého kláštera Heiligenkreuz u Vídně. O rok později složil řeholní sliby a v roce 1633 byl vysvěcen na kněze. V klášteře vyučoval, hrál na varhany a řídil chrámový sbor. V letech 1639–1640 byl sekretářem opata. Ačkoliv žil v ústraní, jeho skladby pronikly daleko za hranice kláštera. V roce 1639 navštívil klášter císař Ferdinand III. Habsburský, který byl sám dobrým hudebníkem. Hlavním důvodem jeho návštěvy bylo patrně setkání se skladatelem. Mazák mu věnoval tři své skladby (Ave Maria, žalm 19 Exaudiat te Dominus a žalm 141 Voce mea ad Dominum clamavi). Skladatel obdržel odměnu 20 zlatých a císařská kapela dostala pokyn k jejich uvádění.
V roce 1654 se ze zdravotních důvodů vzdal kantorské funkce. Zemřel v roce 1661 po operaci močových kamenů. Je pohřben na cisterciáckém hřbitově ve Vídni.
Přestože žil zcela odloučen od světa, přinášel svými skladbami do Rakouska nové hudební podněty z Itálie. Doposud se v cisterciáckých klášterech provozoval výhradně jednohlasý chorál. Vokální polyfonie se začala objevovat ke konci 16. století, ale přísné vedení řádu takovéto výstřelky kritizovalo. Vícehlasý zpěv s doprovodem hudebních nástrojů a varhan byl proto v té době téměř revoluční novinkou. Mazákovi se podařilo skloubit tradiční klášterní chorál s novými prvky koncertantního stylu.
Vydal tiskem tři rozsáhlé sbírky chrámových skladeb, Cultus Harmonicus (opus I – III), které představují na 1500 stran notových záznamů.

## Dílo
- Cultus Harmonicus op. I - Opus Minus (1649) obsahuje:
  - 13 motet pro 1 hlas a basso continuo
  - 28 motet pro 2 hlasy (resp. 1 hlas a 1 nástroj)
  - 16 motet pro 3 hlasy
  - 9 motet pro 4 hlasy
  - Nešpory a žalmy (12 částí pro 2 až 5 hlasů)
  - 10 motet pro 5 hlasů
- Cultus Harmonicus op. II - Opus Maius (1650) je sbírka 91 skladeb pro sóla, nástroje a hudební soubory v různých kombinacích a pro 1 až 12 hlasů a basso continuo.
  - sólová moteta (koncerty)
  - čtyři mše
  - čtyři Loretánské litanie
  - šest Surrexit Christus
  - Moteta Parva (moteta v menším obsazení)
  - Cantilenae de Nativitate Christi Domini, vánoční pastorely s převážně německými texty
  - moteta k Panně Marii (de Beatissima Virgine Maria) a Pánu Ježíši (de Sanctissimo Nomine Iesu).
- Cultus Harmonicus op. III (1653), 31 skladeb koncertantního stylu.

Ve sbírce zámeckého archivu v Kroměříži je dochováno 5 motet v rukopisech. Žádné z nich není ve výše uvedených tištěných sbírkách:
- Beatus Bernardus Alto Solo Cum instruments
- Tota pulchra es 4Voc: Cum instrumentis
- Si bona: Canto et Basso cum Violis
- Canticum B. Mariae Virginis. Perillustri Dno Joanni Nicolao Reittern
- Laudate Dnum de coelis canto solo. Quatuor Voces pleno

Ve sbírkách v Praze, ve Slaném, v Bratislavě, Berlíně a Drážďanech jsou uloženy opisy skladeb známých z tištěného vydání.